# Wieża telewizyjna w Stuttgarcie
Wieża telewizyjna w Stuttgarcie (Stuttgarter Fernsehturm) o wysokości 216,6 m, oddana do użytku w 1956 r., jest jednym z symboli stolicy Badenii-Wirtembergii. Jej budowa wyznaczyła nową epokę w budowie wież, zarówno pod względem konstrukcyjnym, jak i architektonicznym: jako pierwsza w swojej kategorii została zbudowana z żelbetu, posiada także kosz wystający poza obrys poniżej anten i z ograniczonym użyciem wsporników. Od początku właścicielem i zarządcą wieży była rozgłośnia Süddeutscher Rundfunk. Ze względów przeciwpożarowych została zamknięta 27 marca 2013 roku. Ponowne otwarcie nastąpiło 29 stycznia 2016 roku.
Komercyjny sukces znajdującej się w wieży restauracji i platformy widokowej oraz innowacyjne rozwiązania konstrukcyjne wywołały światowy boom na podobne obiekty. W 1959 budowla została wyróżniona nagrodą w dziedzinie architektury, a w 2009 niemieckie zrzeszenie inżynierów (Bundesingenieurkammer) nadało jej miano Historisches Wahrzeichen der Ingenieurbaukunst in Deutschland (Historycznego Świadectwa Inżynierskiej Sztuki Budowlanej w Niemczech). Od 1986 wieża znajduje się w rejestrze zabytków kultury (Kulturdenkmal).

## Historia

### Tło historyczne
Na początku lat 50. XX wieku odbiór telewizji w okolicach Stuttgartu był utrudniony. Sygnał, który nadawał nadajnik na Weinbiet w Nadrenii-Palatynacie, docierał tylko do wyżej położonych mieszkań. Większość mieszkańców mogła odbierać transmisje jedynie w niskiej jakości albo z pomocą specjalnych anten wzmacniających. Skargi na poziom sygnału wzmogły się po bezpośredniej transmisji telewizyjnej koronacji królowej Elżbiety II 2 czerwca 1953. 11 sierpnia 1953 heidelberski dziennik Heidelberger Tagblatt opublikował artykuł o ironicznym tytule „Ist Fernsehen Glückssache?“ („Czy telewizja daje szczęście“). Także sygnał nadajnika radiowego UKF Stuttgart-Degerloch nie docierał wszędzie.
Rozgłośnia Süddeutscher Rundfunk (SDR) była świadoma istniejących problemów i złożyła 5 stycznia 1953(dts) w Ministerstwie Spraw Wewnętrznych Badenii-Wirtembergii wniosek o zgodę na ustawienie na wysokim na 485,2 m n.p.m. wzgórzu Bopser kratownicowego masztu nadawczego. Maszt miał służyć do nadawania telewizji, mieć ok. 200 m wysokości, z trzech stron być zabezpieczony odciągami, a koszt budowy oszacowano na 200 000 marek. Budowa miała się zakończyć przed Mistrzostwami Świata w Piłce Nożnej latem 1954 w Szwajcarii. Wysokie położenie miało zapewnić dobry zasięg w całej kotlinie wokół Stuttgartu (Stuttgarter Talkessel). Podczas rozpoznawania wniosku postępowanie zablokował sztab 12. Armii Powietrznej, który obawiał się zakłócania sygnału stacji przekaźnikowej UKF w pobliżu Leonberg.

### Przygotowania i projekt
O planach budowy masztu dowiedział się Fritz Leonhardt, inżynier, specjalista budowy mostów i konstrukcji naziemnych i szybko nabrał zastrzeżeń, zarówno technicznych, jak i estetycznych co do projektu. Skontaktował się z Helmutem Ruppem, ówczesnym dyrektorem technicznym SDR i zaproponował, by planowany maszt połączyć z wieżą widokową i kawiarnią. 27 maja 1953 Leonhardt wysłał Ruppowi szkice, przedstawiające możliwości realizacji wieży pozbawionej zewnętrznych naciągów. Kilka dni później poprosił o spotkanie z prezydentem miasta, Arnulfem Klettem, by wraz z Ruppem zaprezentować mu swój pomysł i uzyskać wsparcie finansowe. W załączonym liście pisał:

[…] proponowana przeze mnie wieża nadawcza z restauracją na zapierającej dech w piersiach wysokości stałaby się jedyną w swoim rodzaju atrakcją miasta. Różnica w efekcie architektonicznym między wolnostojącą betonową wieżą a kratownicowym masztem jest tak wielka, że miasto Stuttgart powinno wesprzeć budowę

.
Plany Leonhardta przewidywały początkowo trójkondygnacyjny, zwężający się ku dołowi kosz w górnej części wieży, na której zwieńczeniu miała się znaleźć stalowa antena nadawcza. Według projektu z 8 czerwca 1953 cała konstrukcja miała liczyć 203,5 metra, a jej średnica u podstawy – 8 metrów. Taras widokowy miał mieć średnicę 17 metrów. W trakcie narad pomiędzy inwestorem – SDR, miastem Stuttgart i Leonhardtem projekt rozrastał się. Nadajnik telewizyjny miał być umieszczony w samym koszu wieży, co zmniejszyłoby straty energii nawet o 20%. Restauracja miała być na tyle duża, by przynosiła zyski. Jedno z pięter w całości miało być przeznaczone na urządzenia nadawcze, a trzecie z nich zajęłyby kuchnia restauracji i toalety. Miasto chciało nawet urządzić w samej wieży piętrowy hotel. O rezultatach rozmów opinię publiczną poinformowano 13 czerwca 1953 w Stuttgarter Nachrichten. Gazeta opublikowała szkice, które jednak nie odpowiadały rzeczywistym planom, gdyż przewidywały, że kosz wieży będzie się rozszerzać wraz z wysokością w kształcie kieliszka, co zrealizowano dopiero kilkadziesiąt lat później, na początku lat 80. XX wieku w wieży Rheinturm w Düsseldorfie.
Pomysł został przyjęty przez mieszkańców dość chłodno. Radni Stuttgartu obawiali się finansowej klapy, inni zwracali uwagę na wpływ wieży na krajobraz i sprzeciwili się uszczupleniu terenów leśnych. Po wielomiesięcznych i bezowocnych rokowaniach z władzami miejskimi 2 maja 1954 zarząd SDR zdecydował się, by sfinansować budowę wieży w całości z własnych środków. Miasto wspomogło jednak budowę przekazując grunt w użytkowanie wieczyste i budując potrzebne drogi oraz place.
Biuro konstrukcyjne Leonhardta podjęło się pełnego opracowania projektu, który został oddany 13 maja 1954. Nowy projekt różnił się od pierwotnego m.in. większym koszem wieży. Fritz Leonhardt był odpowiedzialny zarówno za ogólną formę architektoniczną, jak i projekt konstrukcyjno-techniczny. W pierwszych latach przypisywano mylnie architektoniczną stronę planu innym osobom. Do zespołu dokooptowano architekta Erwina Heinle, któremu powierzono projekt aranżacji wnętrz kosza i sąsiedniego budynku oraz nadzór. Na urządzanie wnętrz duży wpływ miała Herta-Maria Witzemann. Prace budowlane realizowało konsorcjum przedsiębiorstw Wayss & Freytag i Gustav Epple.

### Budowa

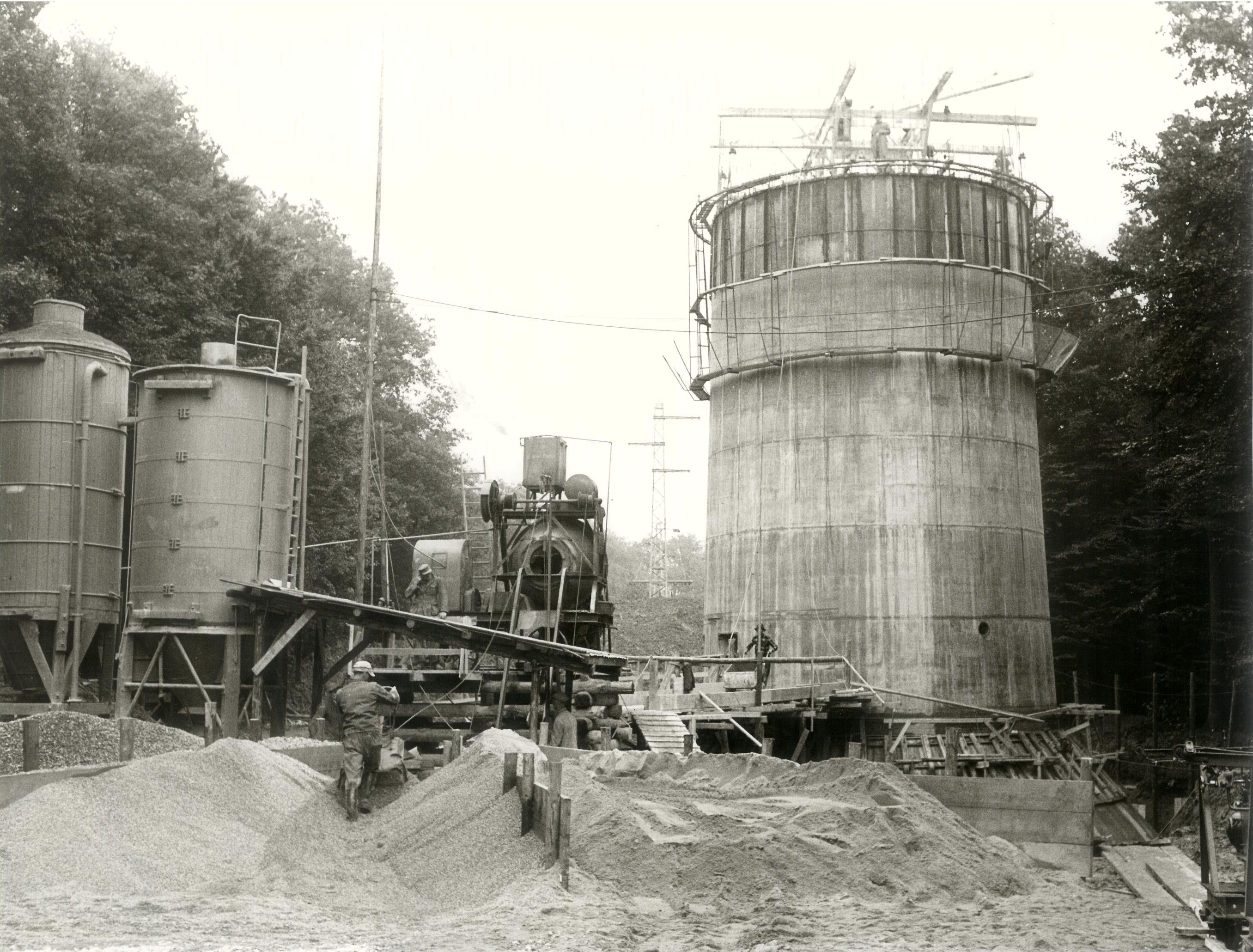
Prace budowlane przy fundamentach i cokole 12 października 1954

Pozwolenie na budowę zostało wydane 9 czerwca 1954. Dzień później, o godzinie 15 Fritz Eberhard symbolicznie wbił pierwszą łopatę. W kolejnych dniach z użyciem koparek wykonano głęboki na 8,4 metra wykop o średnicy 30 metrów na fundamenty. Wcześniejsze analizy geologiczne wykazały dużą stabilność podłoża, składającego się z gliny łupkowej z warstwami wapienia i wykluczały jednostronne zapadanie się gruntu. Pozwoliło to na rezygnację z kosztownych pras poziomujących. Napływ wody do wykopu negatywnie wpłynął na stabilność podłoża, więc wykopano rowy odwadniające i wypompowywano zbierającą się wodę. Ostatnie 15 centymetrów głębokości wykopów przeprowadzono po zadaszeniu terenu, co gwarantowało nienamakanie gruntu. Podstawę z fundamentami wybudowano do ok. 60-70 cm ponad poziom gruntu.

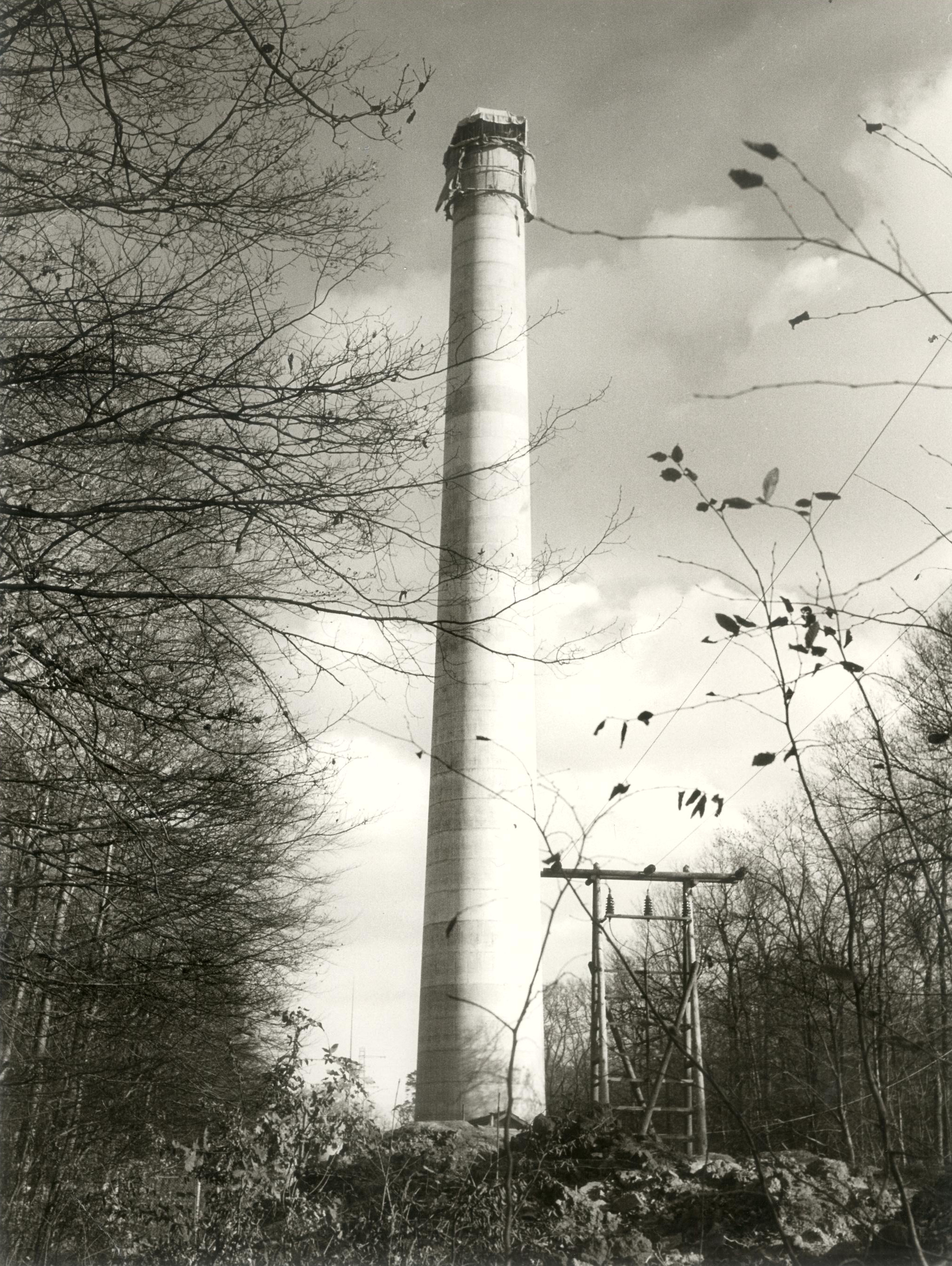
Wieża w stanie surowym, jeszcze bez kosza

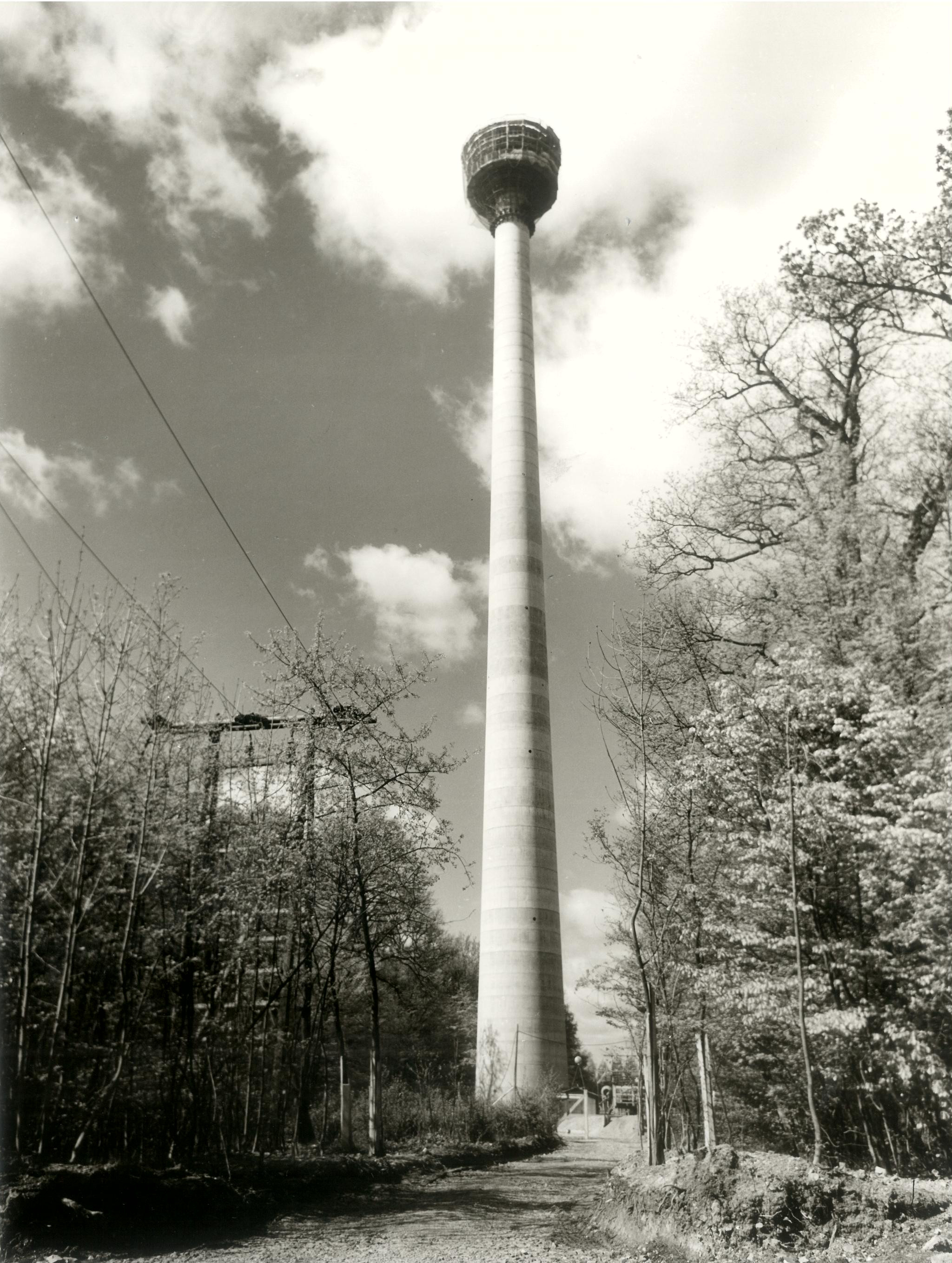
Budowa kosza wieży (wiosna 1955)

Po zakończeniu prac nad fundamentami można było podjąć prace nad samą wieżą, budowaną z betonu wylewanego w szalunki. Poza krótkim okresem przygotowawczym codziennie dobudowywano ok. 2,5 m w górę. Regulowane okrągłe oszalowanie pozwoliło na płynne zmniejszanie średnicy, w miarę posuwania się wzwyż. Wyjątkowo deszczowe lato 1954 wymusiło wstrzymanie prac na ok. 32 dni. Wysokość 35 metrów budowla osiągnęła dopiero 19 października. Planowany termin otwarcia, na Wystawę Krajową (Landesausstellung) w lipcu 1955 stał się zagrożony. Dodatkowe utrudnienia spowodowała mroźna zima. Do szalunków przymocowywano izolację z włókna szklanego, by zabezpieczyć świeży beton przed zbyt niskimi temperaturami, a kikut wieży okryto płachtami. W środku umieszczono także grzejniki olejowe, utrzymujące temperaturę betonu powyżej 12 °C do czasu osiągnięcia pełnej wytrzymałości. 21 grudnia 1954 wieża liczyła już 136 metrów. Brak poprawy pogody wymusił wstrzymanie prac na zewnątrz od końca grudnia 1954 do połowy marca 1955.
W miesiącach zimowych Erwin Heinle pojechał wraz ze swoim doradcą z politechniki w Karlsruhe o nazwisku Linge do Paryża i Berlina, by obejrzeć urządzone w tamtejszych wieżach (Wieża Eiffla i Berliner Funkturm) restauracje i ocenić, czy stosowana tam klimatyzacja powinna znaleźć się także w wieży w Stuttgarcie. Ostatecznie zdecydowali się na uwzględnienie we własnym projekcie urządzeń klimatyzacyjnych.
W połowie marca na wieżę nasadzono kosz. W tym celu na wieży umieszczono 20 stalowych wsporników, na których oparto platformę, na której z kolei powstało drewniane rusztowanie podtrzymujące same szalunki. Ten etap okazał się dużo droższy i przebiegał wolniej niż przypuszczano. Dał znać o sobie brak doświadczenia z prac na takiej wysokości i o wpływie pogody na warunki budowy. Kaprysy pogody nie były jedynymi trudnościami. 19 kwietnia 1955 Fritz Leonhardt zgłosił konsorcjum budowlanemu, że podłoże nie było prawidłowo wyrównane, wskutek czego wieża osiadła około 40 mm w stronę południowo-zachodnią i zażądał wzmocnienia gruntu. Heinle zauważał wielokrotnie, że na budowie pracowało tylko ok. 70 robotników, mimo iż umowa przewidywała 85 osób.
Prace nad koszem zakończyły się pod koniec czerwca 1955. Na koszu umieszczono dźwig, którym wciągano elementy szczytu masztu, ważące do dwóch ton, ostatni z nich 17 sierpnia 1955. Wiechę zawieszono 23 sierpnia 1955.
7 września wydarzył się jedyny istotny wypadek w trakcie budowy. Spadający kabel zranił robotnika, który musiał przez 5 dni przebywać na zwolnieniu chorobowym. Jeszcze przed oficjalnym otwarciem wieży, 29 października 1955 rozpoczęto nadawanie sygnału telewizyjnego z gotowego już, przeznaczonego do tego celu piętra.
Sporym wyzwaniem okazała się budowa wind. W dzień, ze względu na rozszerzalność temperaturową kosz wieży przemieszczał się do 17 centymetrów na stronę zacienioną. Uniemożliwiało to właściwe wypionowanie prowadnic w szybach wind. Pionowanie musiało przebiegać nocą, a pozostałe prace trwały w dzień. Do czasu ukończenia wind materiał budowlany i pracownicy byli przewożeni zwykłym dźwigiem towarowym. 31 grudnia 1955 w ten sposób prezydent miasta Klett z żoną zapoznał się z postępem budowy. 27 stycznia 1956 pracownicy budowlani podjęli krótki, półtoragodzinny protest przeciw zmuszaniu ich do korzystania ze schodów, gdy „Władcy Nadajników“ (niem. „Herren der Sendertechnik“) mogą wygodnie wjeżdżać zewnętrznym wyciągiem z gondolą.
W dniu zakończenia prac wieża liczyła 211,96 m. Była wówczas najwyższą budowlą Badenii-Wirtembergii i ciągle jest najwyższą wieżą telewizyjną w kraju związkowym, a obok wieży w Mannheim – jedną z dwóch z tarasem widokowym.

### Koszty budowy i próby komercjalizacji
Ostateczne koszty budowy wyniosły 4 019 712 marek, a wliczając budynki pomocnicze - 4,29 mln marek, w tym 836 000 stanowiły koszty wyposażenia i wykończenia, a 109 000 zapłacono za urządzenia techniczne. Stanowiło to ponad dwukrotność kwoty przedłożonej inwestorowi w kosztorysie (1,8 mln marek). Debatowano nad różnymi rozwiązaniami, które pozwoliłyby obniżyć koszty budowy. Zmniejszenie przestrzeni dla zwiedzających skutkowałoby niższą rentownością, co na dłuższą metę okazałoby się nieopłacalne.
Rozważano nawet wykorzystanie masztu na szczycie wieży jako podstawy dla logo Mercedesa-reklamy o średnicy 10 metrów. Podobny zamysł zrealizowano w 1952, kiedy to logo Mercedesa umieszczono na dworcu kolejowym w Stuttgarcie, jednak w przypadku wieży telewizyjnej ideę zarzucono. Ofertę umieszczenia znaków firmowych lub reklam przedstawiono kilku stuttgarckim przedsiębiorstwom, m.in. Bosch i AEG. Jedna z propozycji zakładała stylizację kosza na kubek od jogurtu. Względy budowlane przemawiały najczęściej przeciw tym pomysłom, ale z czasem pojawiły się kontrowersje natury estetycznej i związane z ochroną krajobrazu. Najokazalszą wieżą, w której konstrukcji uwzględniono możliwość instalacji reklam, jest Donauturm w Wiedniu.

### Otwarcie i użytkowanie wieży
5 lutego 1956 Fritz Eberhard dokonał uroczystego otwarcia gotowej wieży telewizyjnej słowami „Niech ta wieża (...) sprawi, że ludzie na całym świecie staną się sobie bliżsi“. Plan uroczystości nie przewidywał przemówienia inżyniera Fritza Leonhardta, choć wyraźnie o to poprosił. Nawet miejsce zarezerwowane dla niego na uroczystość okazało się zajęte, tak że musiał usiąść w dolnej restauracji. W ramach przeprosin Leonhardt otrzymał dożywotnią kartę bezpłatnego wstępu do budowli. Zwiedzającym wieża została udostępniona 7 lutego. Bilet kosztował wówczas 1,5 marki, a dla dzieci - 70 fenigów. Jeszcze w 1955 roku wśród gości znalazł się prezydent Niemiec Theodor Heuss z małżonką, Elly Heuss-Knapp. Transmisję programu telewizyjnego rozpoczęto już wcześniej, a 25 maja 1956 uruchomiono nadajnik UKF. Starszy nadajnik w Degerloch-Hoffeld został rozebrany i zezłomowany.

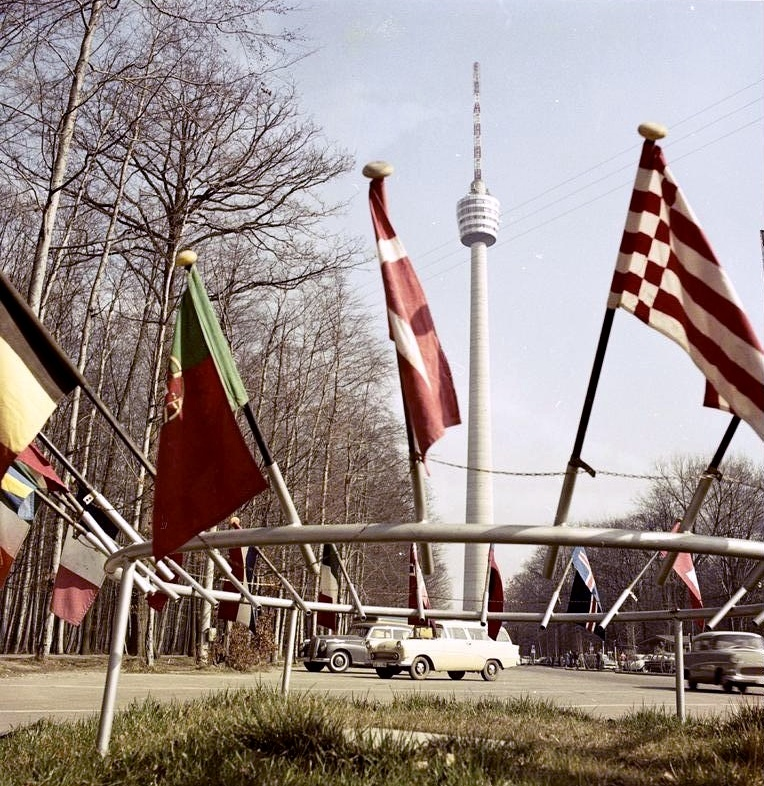
Wieża telewizyjna w roku 1961

W 1955 roku wieżę zwiedziło 876 809 osób, co przełożyło się na 750 000 marek przychodów. Wbrew wcześniejszym oczekiwaniom liczba zwiedzających utrzymywała się na stabilnym poziomie i po 10 latach suma przychodów wyniosła 6,6 mln marek, co praktycznie zwróciło koszty budowy bez potrzeby skorzystania z funduszy z abonamentu.
Wskutek licznych aktów samobójczych, dokonanych z tarasu widokowego 20 grudnia 1958 założono siatkę ochronną. 19 listopada 1959 po raz pierwszy miasto Stuttgart przyznało nagrodę architektoniczną im. Paula Bonatza, a w kategorii budowli inżynierskich otrzymała ją właśnie wieża telewizyjna.
Wśród znamienitych odwiedzających byli m.in. brytyjska królowa Elżbieta II i książę Filip. Włodarze miasta zaprosili królową i jej męża 24 maja 1965 na przyjęcie w wieży telewizyjnej, gdzie wpisali się do księgi pamiątkowej miasta. Wydarzenie było transmitowane na żywo przez SDR i przyciągnęło przed telewizory ok. 500 000 widzów.
Nowy, wydajniejszy nadajnik telewizyjny został zainstalowany 16 grudnia 1965. Przy okazji podwyższono maszt i budowla osiągnęła wysokość 216,61 m. 1967 w wieży umieszczono nowy nadajnik telewizji kolorowej, uroczyście uruchomiony zdalnie przez wicekanclerza Willy’ego Brandta podczas 25. Internationale Funkausstellung w Berlinie. W 1968 zwrócono uwagę na niedociągnięcia związane z ochroną przeciwpożarową i ograniczone możliwości ewakuacji. Zastrzeżenia okazały się uzasadnione: 8 lipca 1968 w restauracji wybuchł pożar, a instalacja przeciwpożarowa nie spełniła swojego zadania. Płomienie zgasły samoistnie ze względu na niedobór tlenu i to ocaliło budowlę i ludzi przed katastrofą.

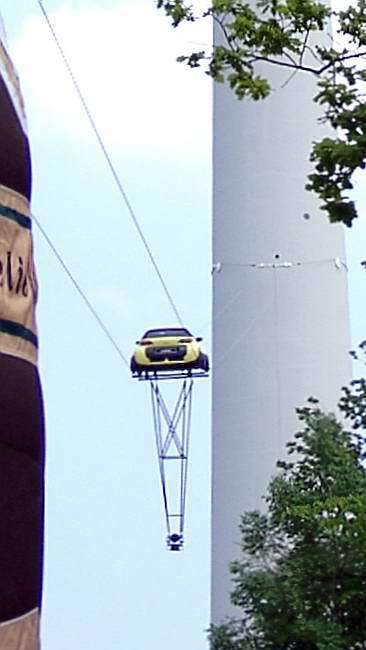
Johann Traber jadący smartem przy wieży

Od lat 80. XX wieku wieża była etapami remontowana i odnawiana, najdłużej na przełomie lat 1982/1983, kiedy to prace trwały dziewięć miesięcy. 18 grudnia 1986 wieża została uznana zabytkiem o szczególnym znaczeniu (Kulturdenkmal von besonderer Bedeutung) W 1994 odnowiono całą wieżę, usunięto uszkodzenia powstałe wskutek pogody i częściowo odmalowano. W przygotowaniu i pracach aktywnie uczestniczył sam Fritz Leonhardt.
12 maja 1993 słoweński artysta Branko Šmon przedstawił instalację powietrzną Inter-info. W 1996 obchodzono czterdziestolecie wybudowania wieży. W tym samym roku wieżę zwiedził gość o numerze 22 222 222, któremu zaoferowano wstęp po historycznej cenie półtorej marki.
W czerwcu 2001 i ponownie w następnym roku mistrz świata w skokach spadochronowych, Klaus Renz w międzynarodowej grupie base jumperów skakał z wieży na oczach tysięcy widzów. 20 maja 2004 linoskoczek Johann Traber przejechał przerobionym smartem po stalowych linach rozwieszonych u podstawy wieży.

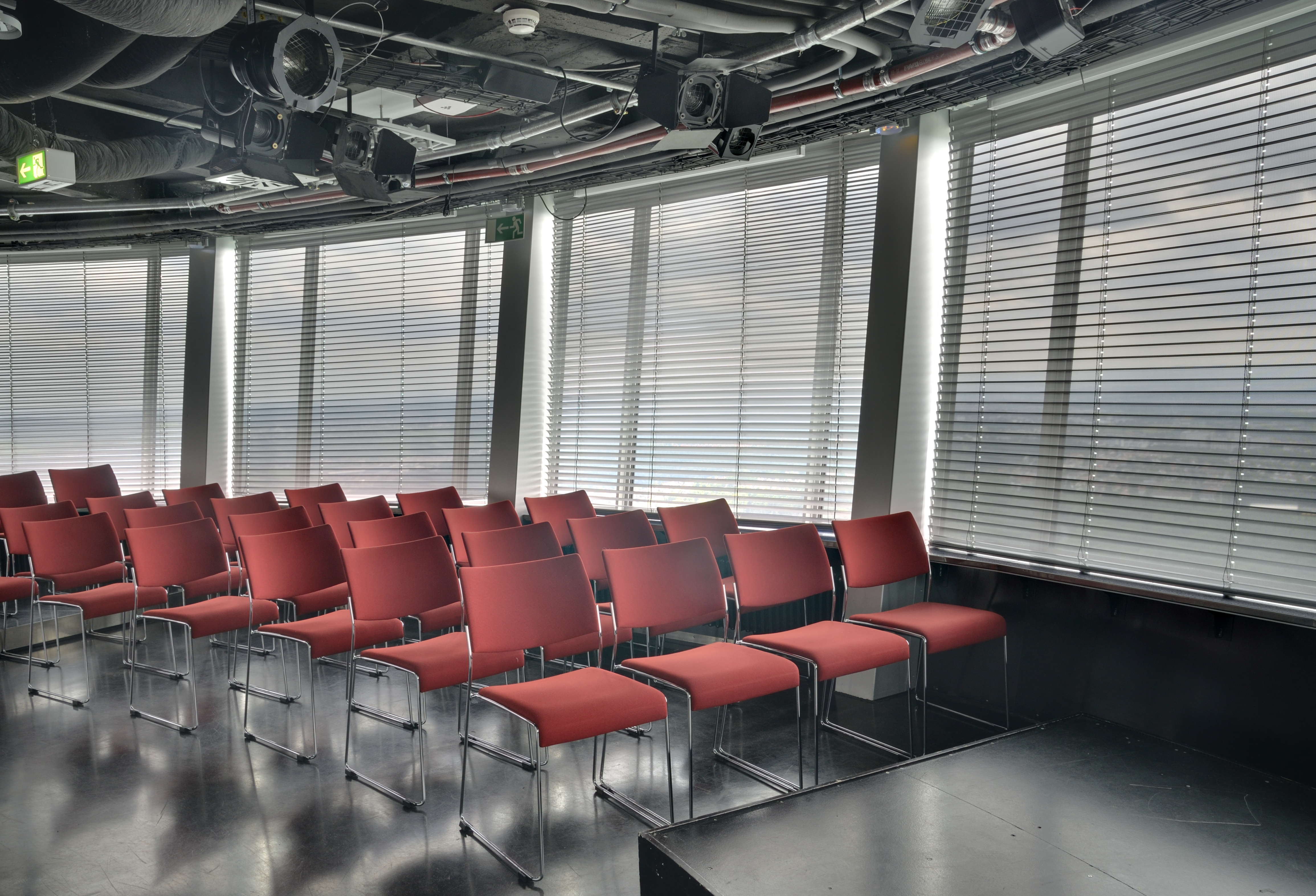
Przestrzeń kulturalna ze sceną

W okresie od kwietnia do listopada wyremontowano kosztem 3,4 mln euro aluminiowe pokrycie kosza wieży, które nosiło ślady korozji. W celu przeprowadzenia prac na wysokości 150 metrów zamontowano ważące 40 ton rusztowanie. W tunelu aerodynamicznym przeprowadzono badania (na modelu w skali 1:10) odporności wieży na huragan, jak np. orkan Lothar.
W lipcu 2006 zaprzestano nadawania sygnału telewizyjnego z wieży. Transmisję przejęła pobliska Stuttgarter Fernmeldeturm. Od tego czasu służy jako wieża nadawcza sygnału radiowego oraz przekaźnikowa m.in. policji.
Od listopada 2006 w wieży odbywają się spektakle i inne wydarzenia kulturalne. Dwa teatry regularnie organizują przedstawienia. Dawna część restauracyjna, na wysokości 144 metrów jest wynajmowana grupom do 68 osób na różne okazje. W wieży możliwe jest również zawarcie ślubu.
11 lipca 2009, w setną rocznicę urodzin nieżyjącego już projektanta, Fritza Leonhardta wieża została uznana za Historisches Wahrzeichen der Ingenieurbaukunst in Deutschland. W uzasadnieniu wyróżnienia, nadawanego corocznie przez samorząd inżynierów (Bundesingenieurkammer) wskazano na odważne podjęcie przez Leonhardta próby połączenia funkcjonalności z estetyką i decyzję o umieszczeniu kosza. W trakcie uroczystości na cokole wieży odsłonięto tablicę pamiątkową.
Ze względu na przepisy ochrony przeciwpożarowej 28 marca 2013 zamknięto wieżę dla zwiedzających. Nie było przesądzone, czy zostanie ponownie udostępniona turystom, ale jeszcze pod koniec czerwca tego samego roku prezydent miasta, Fritz Kuhn zapowiedział, że jest to możliwe. Koszty modernizacji oszacowano na 1,2 mln euro. Straty podczas zamknięcia wieży sięgną 2,1 mln euro. 7 lutego 2014 zapowiedziano, że wieża zostanie ponownie otwarta dla zwiedzających latem 2015. Ostatecznie wieżę ponownie otwarto 29 stycznia 2016 roku.

## Architektura i technologia budowy

### Położenie i otoczenie
Wieża telewizyjna w Stuttgarcie znajduje się w południowo-wschodniej części miasta, na wysokim na 485,2 m, zalesionym wzgórzu Bopser (nazywanym też Hoher Bopser), najwyższym na wyżynie Filder. Budowlę, zbudowaną na wysokości 483 m dzieli od wierzchołka 650 metrów. W pobliżu wieży mieści się stacja końcowa linii metra U15. Zatrzymują się też pociągi linii U7 i U8. Na południe od budowli znajduje się centrum sportowe (Sportzentrum Waldau), przynależne do dzielnicy Degerloch. Półtora kilometra na północny wschód, na wzgórzu Frauenkopf (462,2 m n.p.m.) stoi wspomniana już i wysoka na 192,4 m Stuttgarter Fernmeldeturm, zamknięta dla turystów.

### Ogólna konstrukcja i materiały
Górna część wieży przechodzi w trójkondygnacyjny kosz, w przeciwieństwie do samej wieży lekko rozszerzający się ku górze (wyższe piętra są szersze). Cztery ciemne rzędy okien kontrastują z jasną, krytą aluminium elewacją. Powyżej kosza wieży cokół biegnie dalej i przechodzi w pomalowaną w czerwono-białe pasy stalową antenę.
W trakcie budowy zużyto 1430 ton cementu, 5250 metrów sześciennych żwiru i piasku, 340 ton stali zbrojeniowej, 680 kubików drewna i 140 000 cegieł, z czego 55 000 klinkierowych.
Metr sześcienny betonu ważył ok. 2,4 tony i był przygotowany z następujących składników:
| 310 kg  | cement Z 325 z Allmendingen             |
| 10 kg   | wapno                                   |
| 482 kg  | drobnego piasku (0/3) – odpowiada 25,5% |
| 427 kg  | grubego piasku (3/7) – odpowiada 22,5%  |
| 981 kg  | żwir (7/30) – 52%                       |
| 174 kg  | woda (W/C = 0,56)                       |
| 2384 kg |                                         |

Taki beton był oceniany jako beton o znakomitej jakości. Odporność na ściskanie wynosiła po jednym, trzech, siedmiu i 28 dniach odpowiednio: 10,5, 26,8, 36,2 i 48 N/mm²

### Fundament

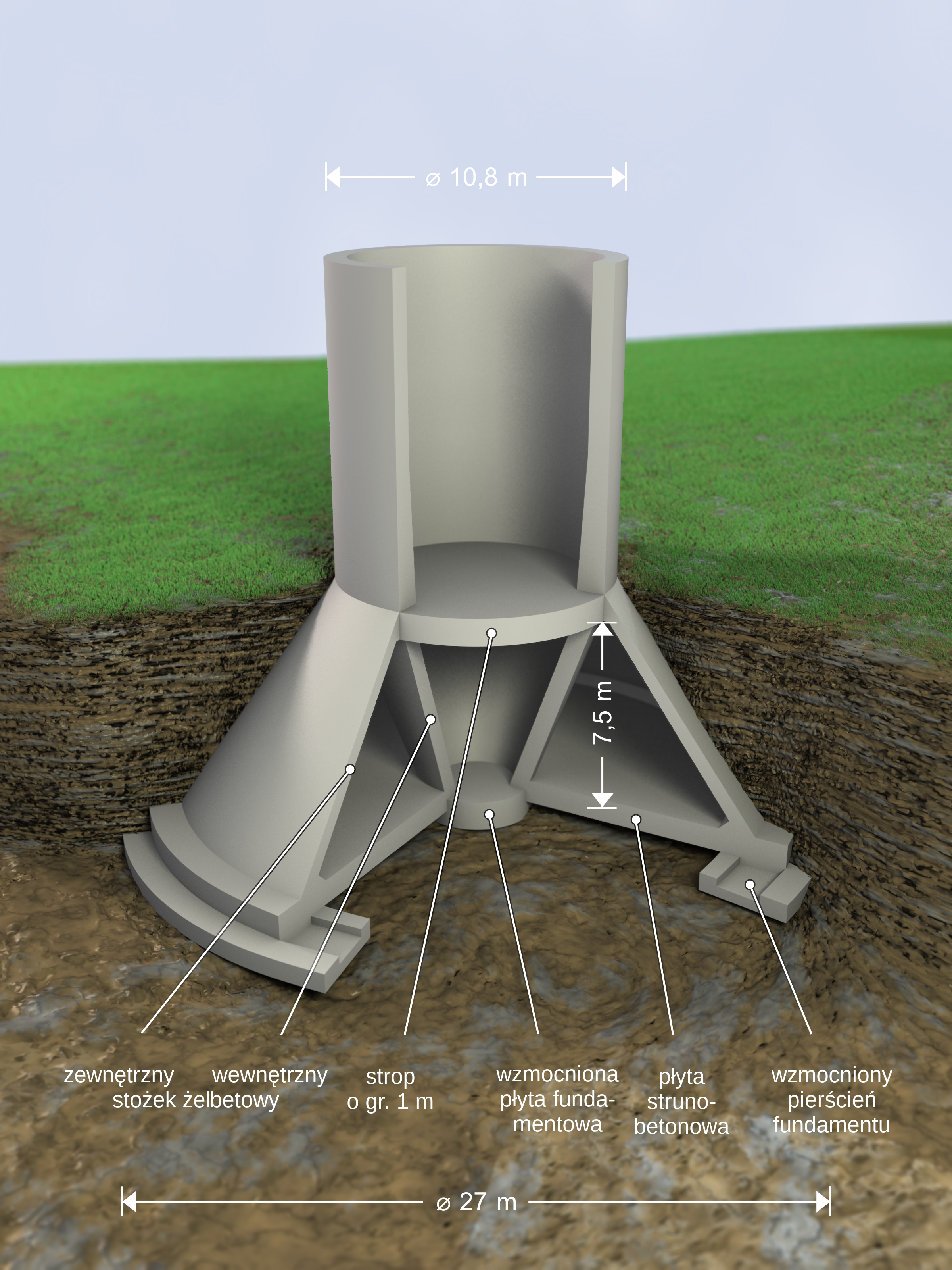
Przekrój przez fundament

Łączna wysokość fundamentu wynosi 8,2 m, z czego pod ziemią 7,2 m. Fundament składa się z dwóch ściętych stożków. Mniejszy, wewnętrzny jest umieszczony odwrotnie do zewnętrznego i służy usztywnieniu fundamentu, choć pod względem statyki budowli nie jest koniecznym elementem. Grubość ścian zewnętrznego stożka waha się od 30 cm w dolnej części do 60 cm w górnej; wewnętrzny liczy 45 cm u dołu i zwęża się do 30 cm w górnej części. Pusta przestrzeń między stożkami jest wykorzystywana m.in. jako magazyn restauracji i mieści urządzenia klimatyzacyjne. Urządzono także przejście do podziemnej części sąsiednich budynków.

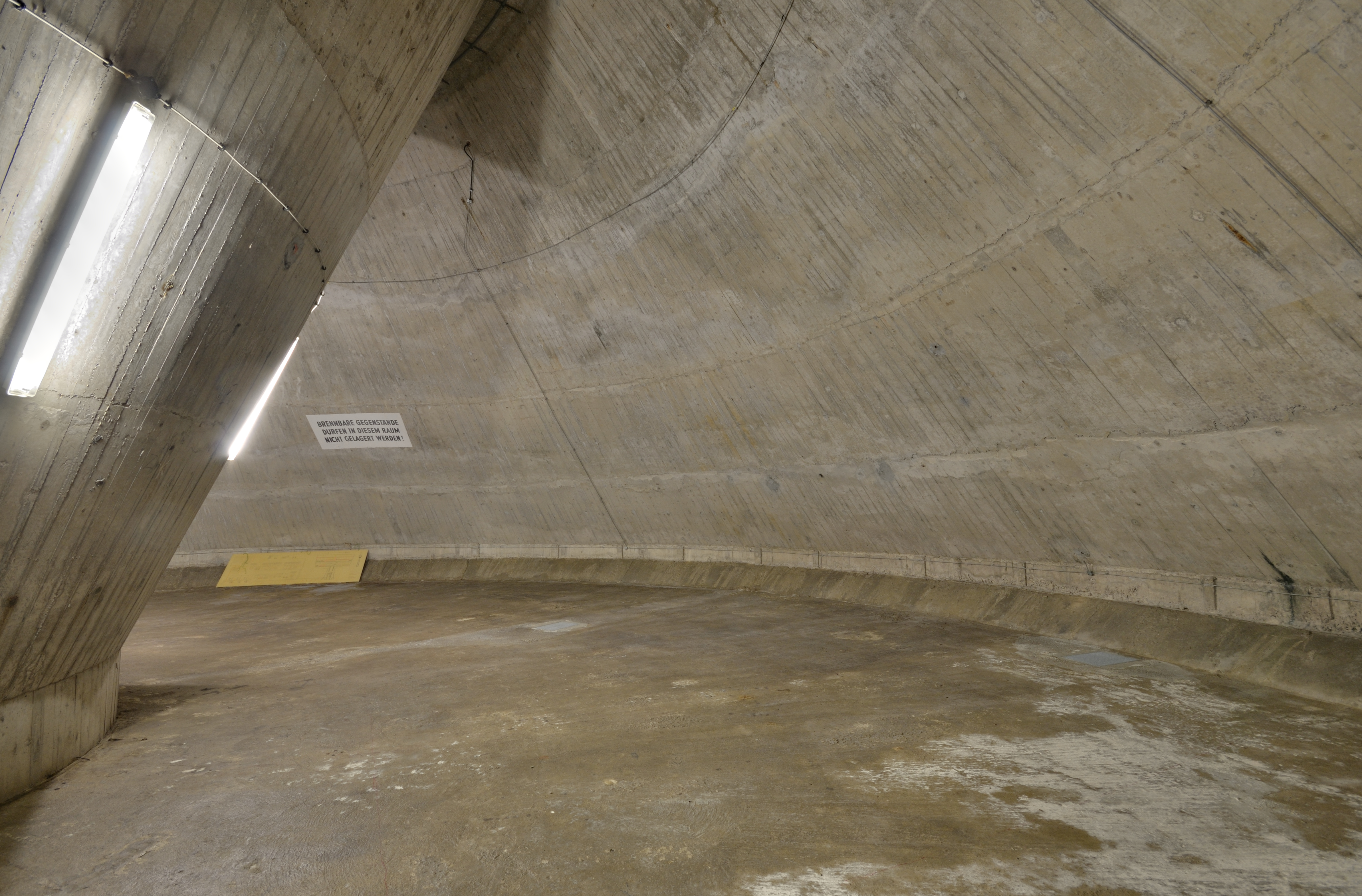
Przestrzeń między stożkami

Podstawa fundamentu w kształcie pierścienia o szerokości 3,25 m i średnicy 27 m jest wzmocniona pękiem naprężonych stalowych prętów, lekko zabetonowanych w celu ochrony przed wodami gruntowymi. Bez tego naprężenia ciężar wieży rozsadziłby pierścień fundamentu.
Masa fundamentu wynosi ok. 1500 ton i poza wieżą (ok. 3000 ton) fundament utrzymuje drugie tyle ziemi. Dzięki takiemu rozłożeniu masy wieża jest stabilna nawet przy bocznym nacisku pięciokrotnie wyższym niż wiatr o sile 12 w skali Beauforta.
Zagłębienie części konstrukcji nośnej przyniosło korzyści estetyczne: wrażenie smukłości wieży zostało zachowane. W innych budowlach, np. Berliner Fernsehturm, moskiewskiej wieży telewizyjnej Ostankino i Rheinturm w Düsseldorfie podstawa leży częściowo albo całkowicie ponad powierzchnią gruntu i jest widoczna. Wieża telewizyjna w Stuttgarcie jest pierwszą wykonaną z żelbetu.

### Cokół i wieża

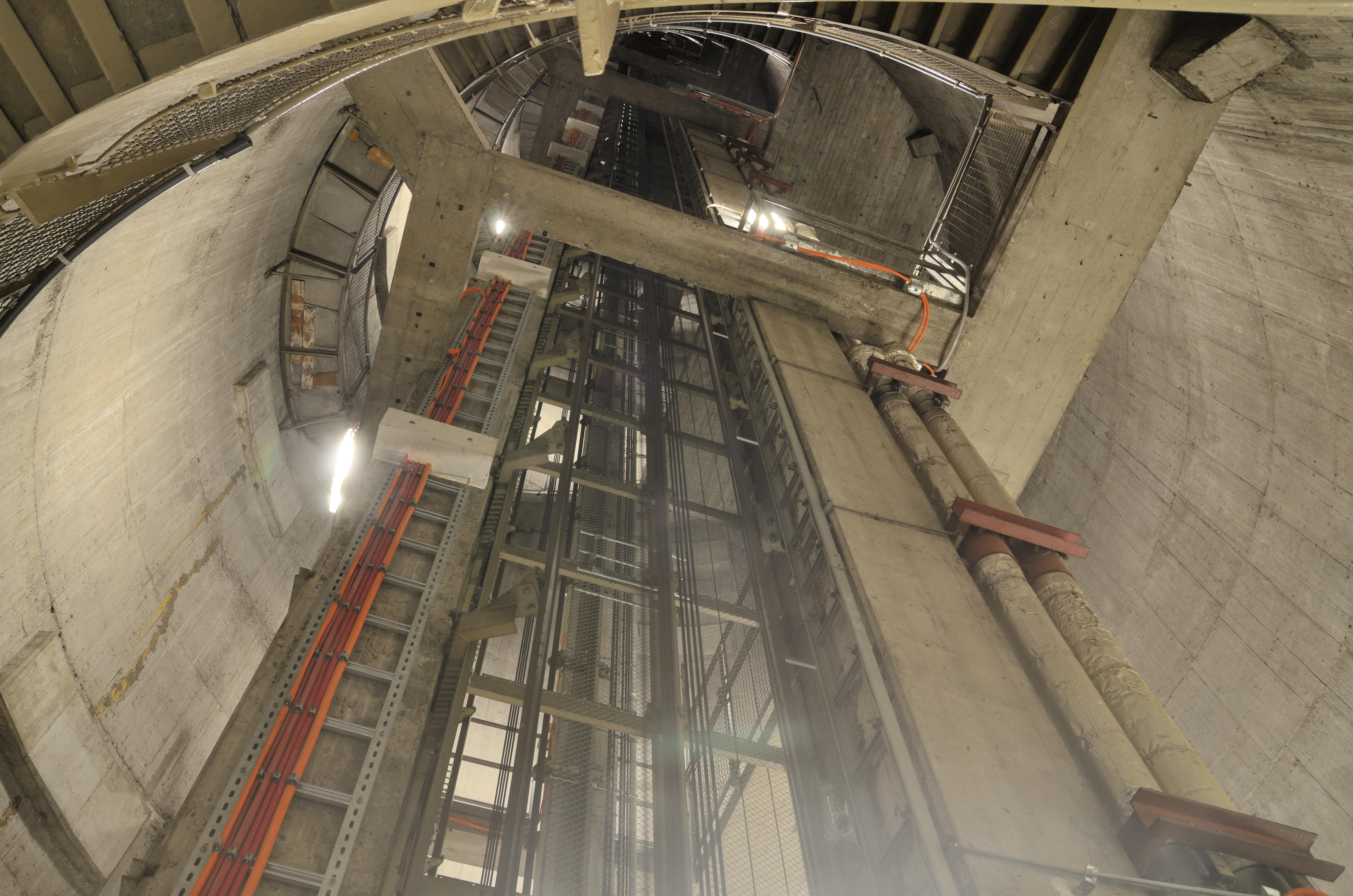
Wnętrze wieży

Cylindryczna wieża zwęża się parabolicznie ku górze. Przy wejściu średnica budowli wynosi 10,8 metra, a u podstawy kosza 5,04 m. Minimalna średnica wynikała z konieczności zmieszczenia wewnątrz dwóch wind i ewakuacyjnej klatki schodowej. Ku wierzchołkowi zmniejsza się również grubość ścian: przy ziemi są grube na 60 centymetrów, a u podstawy kosza na 19 cm. Schody ewakuacyjne liczą 762 stopnie. Cylindryczny przekrój wynika z korzystnego współczynnika oporu i w połączeniu z gładkim pokryciem ścian obniża wrażliwość budowli na wiatr. Żelbetowa rura cechuje się wysokim współczynnikiem tłumienia: drganie spowodowane przez poryw wiatru szybko ulega wygaszeniu. Energia wiatru jest wytracana poprzez naginanie zbrojeń od strony nawietrznej, które są elastyczniejsze niż beton. Ściany cokołu są usztywnione poprzecznie co 10 metrów, co jest widoczne również z zewnątrz. Co druga z wręg mieści podest przy schodach ewakuacyjnych. Wzmocnienia są połączone z pięcioma betonowymi kolumnami, na których umieszczono prowadnice wind i instalacje.
Od strony północno-wschodniej i południowo-zachodniej do wieży przylegają niskie przybudówki, w których mieści się sklepik i restauracja z ogródkiem piwnym.

### Kosz wieży i antena
Czterokondygnacyjny kosz na najwyższej kondygnacji ma cylindryczny kształt, a niższe są stożkowo ścięte. Kosz jest podtrzymywany wysokim na 2,35 m wspornikiem w kształcie ściętego stożka ze strunobetonu, który przenosi część sił na cokół wieży. Dach kosza jest podtrzymywany przez 18 żelbetowych wsporników o średnicy od 14 do 18 cm. Ściany zewnętrzne kosza zostały obite płytami aluminiowymi, by obniżyć opór aerodynamiczny i świst wiatru. Ich wygląd kontrastuje z linią sprawiających wrażenie ciemnych okien i szarym kolorem podstawy, dzięki czemu obserwator ma wrażenie, że kosz unosi się w powietrzu. Taka forma elewacji, choć znana już w Stanach Zjednoczonych, była novum w Europie.
Poszczególne kondygnacje kosza znajdują się na wysokości 138 m, 141 m, 144 m i 147 m. Najniższa z nich, niedostępna dla postronnych mieści pomieszczenia techniczne. Do 1974 znajdował się tam nadajnik telewizyjny. Mieszczą się tam urządzenia techniczne budowli, nadajniki kierunkowe, przekaźniki telefonii komórkowej i policji. Kolejne piętro (141 m) mieściło do przebudowy w 2005 kuchnię restauracji. Na dwóch najwyższych kondygnacjach (144 i 147 m) znajdowała się sama restauracja, natomiast od 2005 niższe z nich przystosowano do organizacji imprez, a w wyższym znajduje się kawiarnia i bar. Elewacja pięter kosza jest odchylona o 9 stopni od pionu z wyjątkiem najwyższego z nich.
Na wysokości 150,25 m – dachu kosza znajduje się dolny taras widokowy. Bezpieczeństwo zwiedzającym zapewnia wysoki na 1,3 metra murek oraz stalowa krata. Podczas modernizacji w 2005 platformę wyposażono w podgrzewaną podłogę, by zimą nie zalegał śnieg ani lód. Schody prowadzą na górny taras, wymyślony przez Leonharda jako dziecięcy i skonstruowany przez Erbauera trzy metry powyżej dolnego tarasu. Górna platforma jest znacznie mniejsza, ale zapewnia rozleglejszy widok. Prócz okolic Stuttgartu w sprzyjających warunkach pogodowych z tarasu widokowego można zobaczyć Schwarzwald, Odenwald i Jurę Szwabską. Niektóre media sugerują, jakoby widoczny był również zarys Alp, co nie jest jednak prawdą.
Szczyt betonowej wieży leży 160,94 m ponad ziemią. Od 156 metra wieża mieści maszynownię wind i schody prowadzące do masztu. Maszt pierwotnie liczył 51 metrów, a od lat 60. XX wieku 55,6 m. Ponad wyższym tarasem widokowym zamontowano ksenonowe lampy ostrzegawcze ze względu na ruch lotniczy. Ostrzegawcze oświetlenie umieszczono również na samej wieży i na antenach.
- Oświetlenie ksenonowe

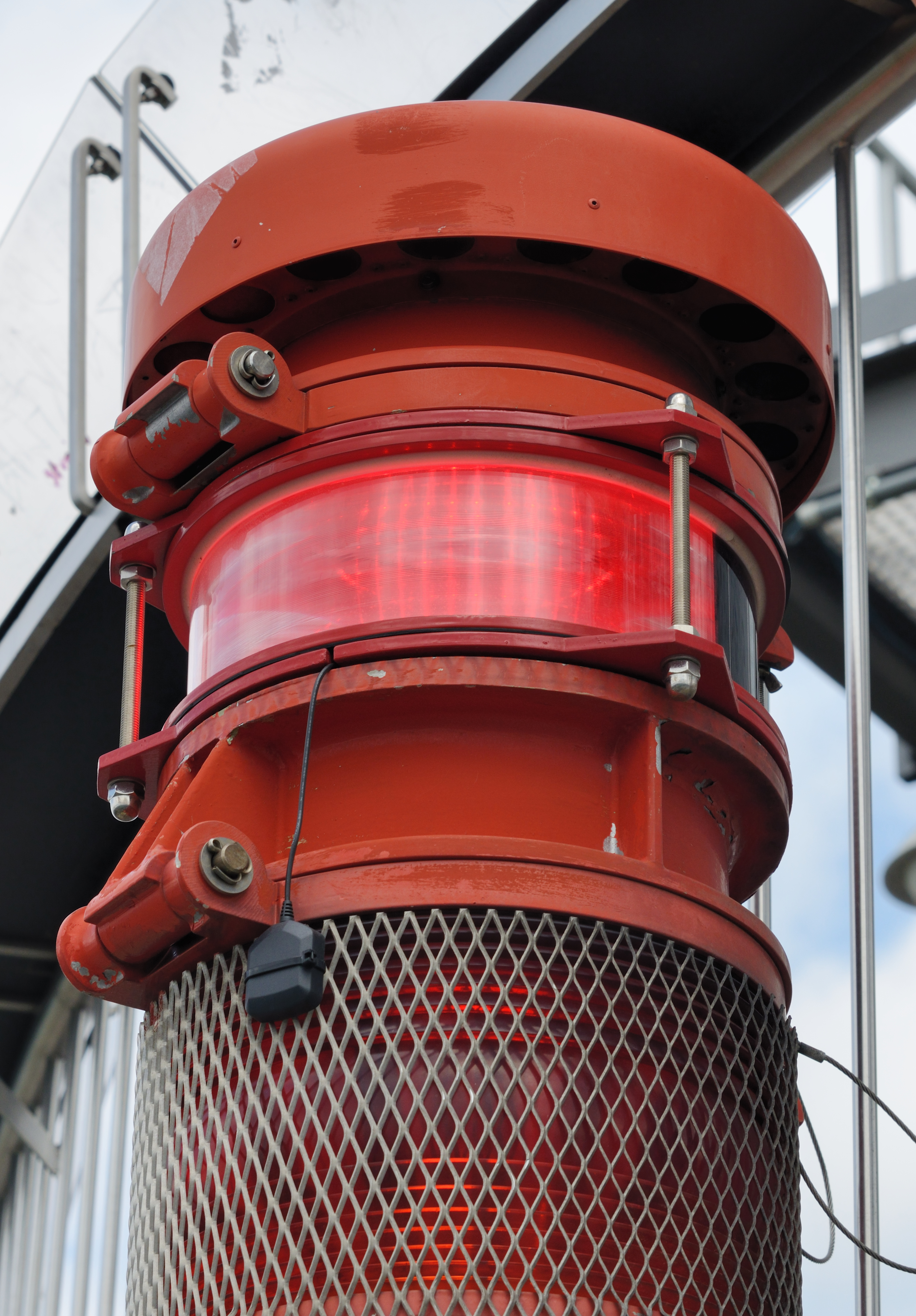
Lampy ostrzegawcze
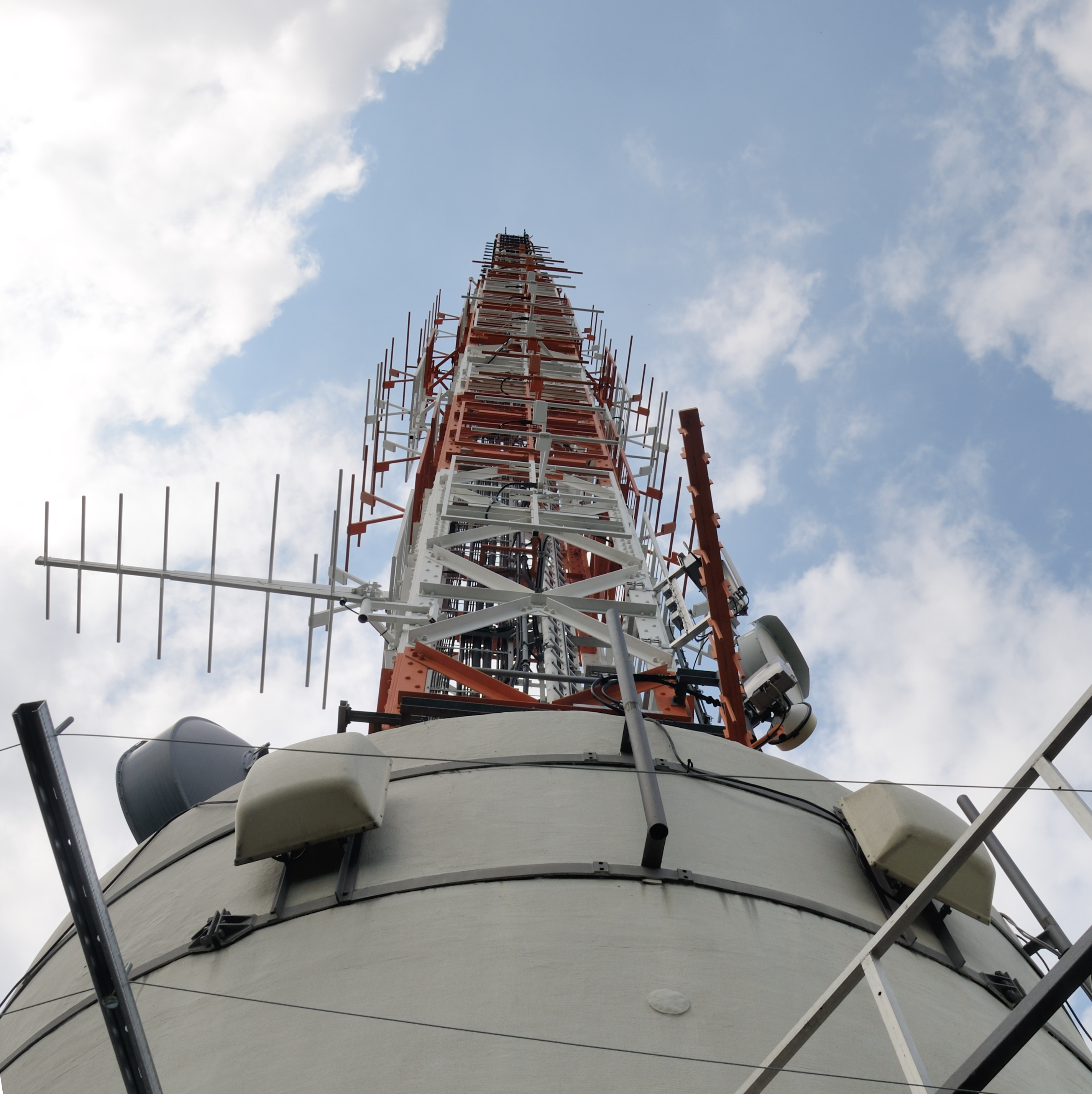
Maszt anteny
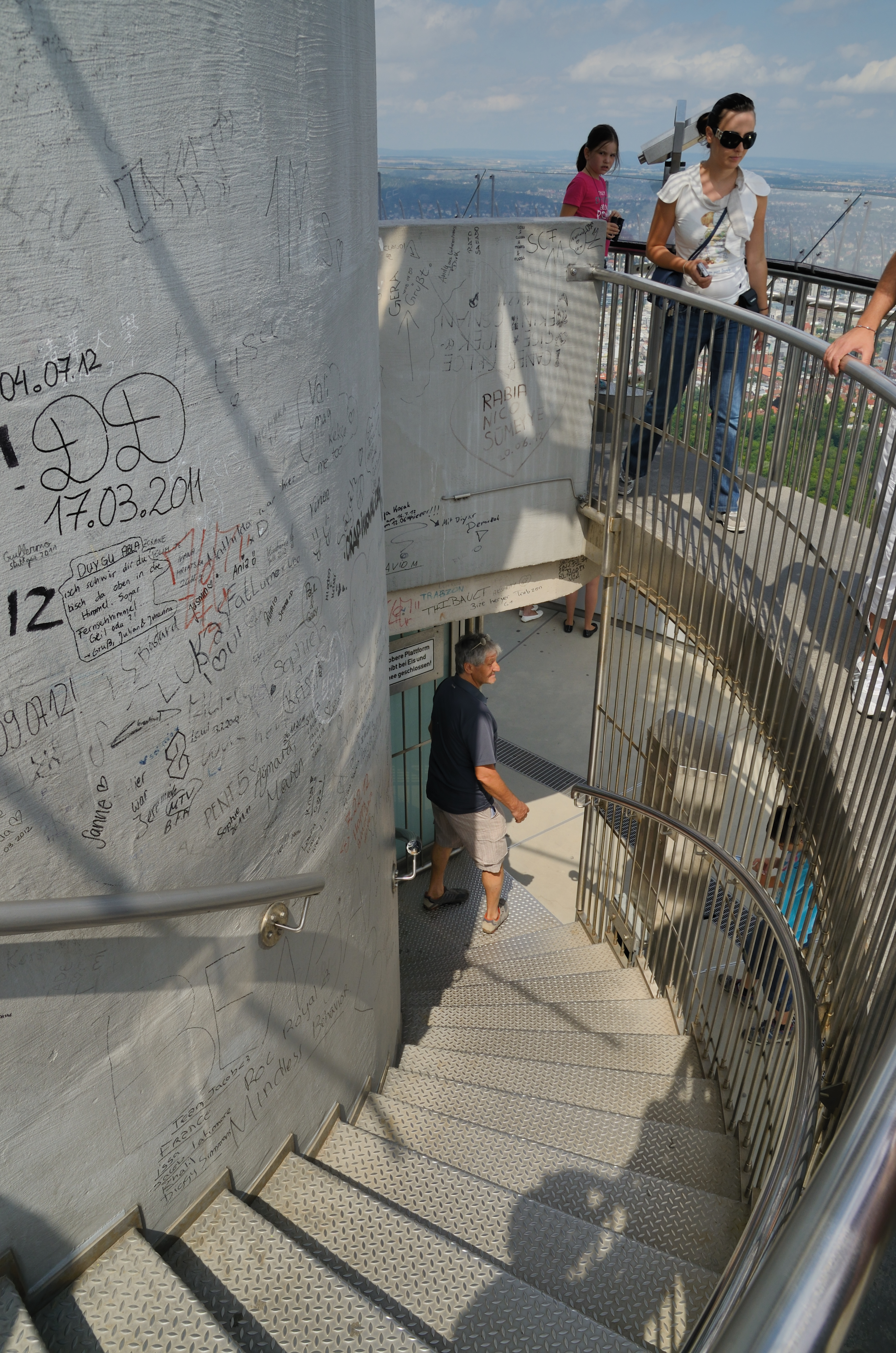
Schody łączące tarasy widokowe
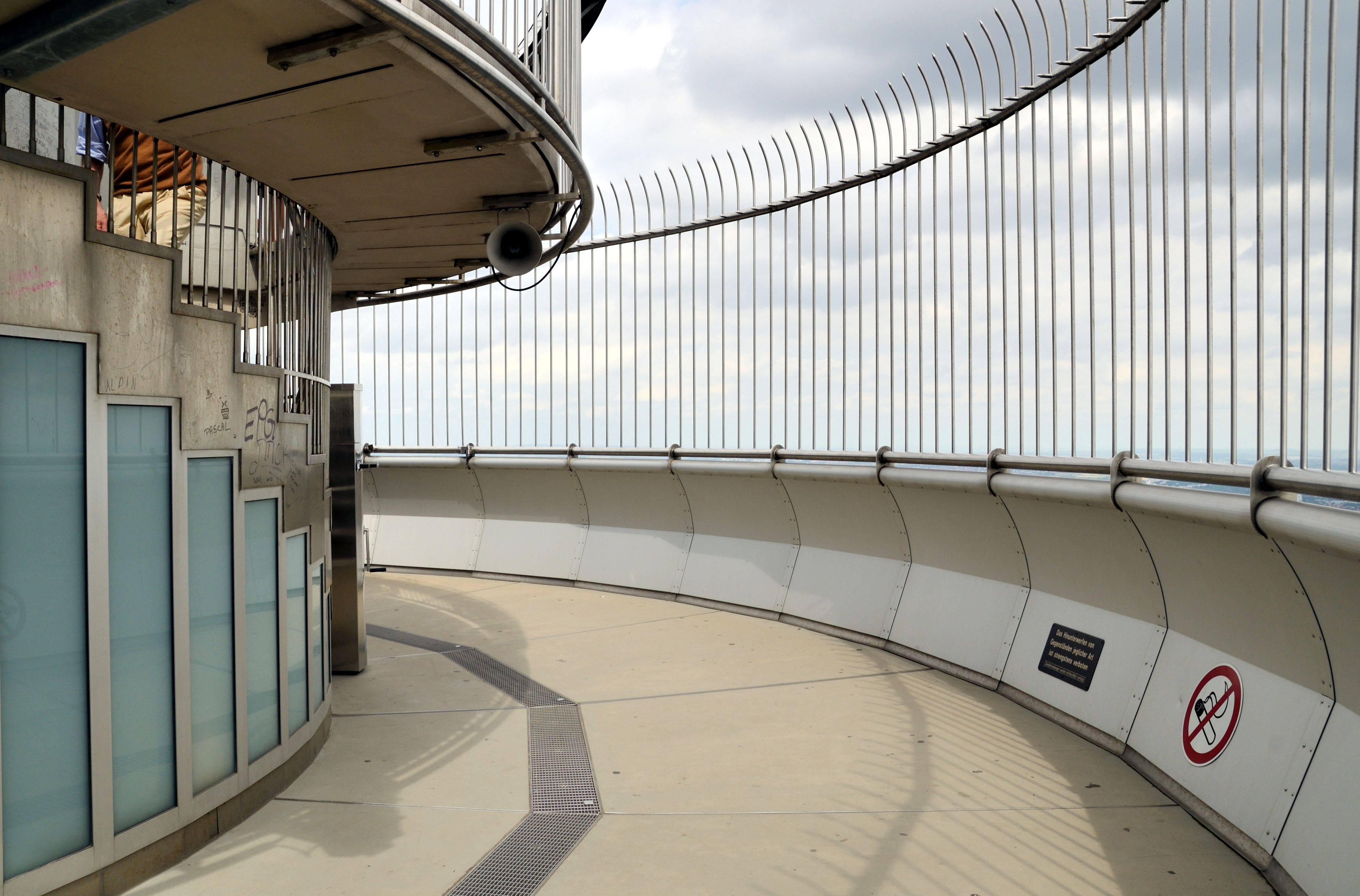
Dolny taras widokowy

### Windy

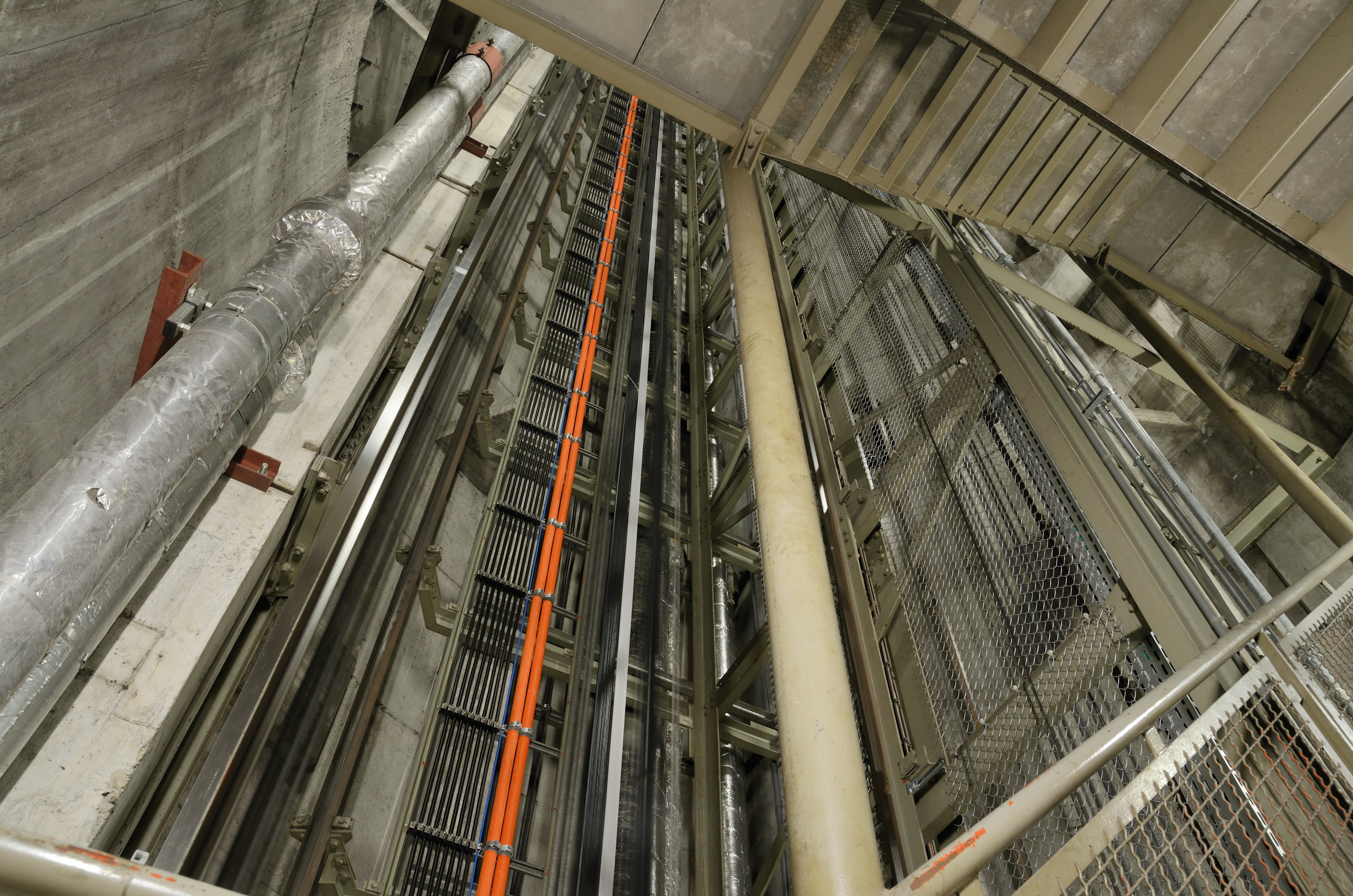
Szyb windowy wewnątrz wieży

Dźwigi w wieży telewizyjnej powstały w stuttgarckiej firmie Haushahn w 1954 roku i są obsługiwane przez wyciągarkę linową. Każda z nich ma udźwig 1,2 tony (lub 16 osób) i wozi z prędkością 5 m/s, co daje czas przejazdu z przyziemia na taras widokowy rzędu 36 sekund. W 2003 urządzenia zmodernizowano. W dniu otwarcia wieży dźwigi należały do najszybszych na świecie i mogą być w razie potrzeby wykorzystywane do ewakuacji. Prąd zużywany rocznie przez dźwigi kosztuje ok. 40 000 euro. Maszynownia wind znajduje się w najwyższej części wieży, poniżej podestu z anteną. Windy przewożą ludzi i materiały między piętrami kosza windy oraz na podziemne kondygnacje. Na wysokości 75 metrów znajdują się pomieszczenia techniczne wind, niedostępne w regularnym ruchu.

## Zwiedzający
W pierwszym dziesięcioleciu wieżę zwiedzało co roku ok. 800 000 turystów, co sprawiało, że szczególnie w weekendy tworzyły się trudne do opanowania kolejki. Pojemność wind oraz platformy widokowej jest stosunkowo niewielka (w porównaniu z powstałymi później wieżami), co sprawia, że bez przebudowy zwiększenie liczby zwiedzających byłoby niemożliwe. Do końca lat 80. XX wieku popularność wieży nieco spadła (do ok. 600 000) – 24 października 1989 sprzedano dwudziestomilionowy bilet – a w pierwszym dziesięcioleciu XXI wieku stopniała do ok. 300 000. Najniższą liczbę zwiedzających zanotowano w 2005 (88 000), co było spowodowane zamknięciem budowli na okres od maja do listopada z powodu renowacji.

## Właściciele
Mimo iż na etapie planowania nie udało się SDR i miastu dojść do porozumienia w sprawie finansowania przedsięwzięcia, obie strony powołały 22 sierpnia 1955, dzień przed wiechą spółkę celową Fernsehturm-Betriebs-GmbH (FTB), w której 70% udziałów objęła rozgłośnia SDR, a 30% miejskie przedsiębiorstwo wystawiennicze (Ausstellungsgesellschaft), później przekształcone w Stuttgarter Messe- und Kongress GmbH, znane z organizacji targów. Ausstellungsgesellschaft jako mniejszościowy udziałowiec nie ponosiła ryzyka biznesowego w razie strat. SDR chciała mieć udziałowca z doświadczeniem w obsłudze ruchu turystycznego i dlatego zdecydowała się na włączenie miejskiego przedsiębiorstwa.
Do obowiązków FTB należała organizacja komercyjnego wykorzystania wieży telewizyjnej, m.in. wynajęcie przestrzeni gastronomicznej, sprzedaż powierzchni reklamowej, utrzymanie automatów, lunet i platformy widokowej. Spółce nie podlegały części budynku wykorzystywane do nadawania sygnału telewizyjnego i radiowego, które były zarządzane bezpośrednio przez rozgłośnię SDR. Z dniem 1 stycznia 1984 SDR przekazała swoje udziały spółce Rundfunkwerbung Stuttgart GmbH, włączonej w strukturę holdingu 16 grudnia 1991. We wrześniu 1998 Süddeutscher Rundfunk i Südwestfunk (SWF) połączyły się w Südwestrundfunk (SWR), a SWR Holding GmbH stał się właścicielem wieży w Stuttgarcie. Udziały miejskie trafiły 5 grudnia 2003 do spółki Stuttgart Marketing GmbH. Później wieża przeszła na własność SWR Media Services GmbH.
Wieża telewizyjna w Stuttgarcie, jako jedna z niewielu w Niemczech nie należy do Deutsche Funkturm, spółki-córki Deutsche Telekom, ale jest zarządzana przez przedsiębiorstwo medialne.

## Odbiór

### Styl architektoniczny i nawiązania
Do czasu budowy wieży telewizyjnej w Stuttgarcie istniały dwa rodzaje budowli przeznaczonych do nadawania sygnału: pierwszym z nich były maszty radiowe, zabezpieczone rozciągniętymi i zakotwiczonymi w ziemi linami. Taka konstrukcja wymagała dużej przestrzeni, przez co była wykorzystywana raczej poza miastami. Drugim rodzajem były wolnostojące wieże kratownicowe jak np. wieża Eiffla lub Berliner Funkturm.
Budowa żelazobetonowej wieży w Stuttgarcie zainicjowała falę kolejnych konstrukcji tego typu – z betonu zbrojonego i z ogólnodostępnym punktem widokowym na szczycie. Przeważnie taras widokowy i restauracja były oddzielone od siebie. Indywidualną formę próbowano nadać najczęściej poprzez kształt kosza wieży. Kilka wież telewizyjnych na świecie wyraźnie czerpie z pierwowzoru w Stuttgarcie. Wśród nich jest pierwsza wieża telewizyjna w NRD, wybudowana w 1959 wieża telewizyjna Dequede (Fernsehturm Dequede). Jeszcze w 1956 oficjele z NRD wizytowali plac budowy w Stuttgarcie. Wieża Sentech Tower w Johannesburgu z lat 1958–1962 niemal dosłownie odwzorowuje kosz i konstrukcję nośną anteny. Inny jest za to kształt samej wieży, która nie zwęża się parabolicznie, przez co sprawia wrażenie masywniejszej od pierwowzoru. Odkąd na koszu Sentech Tower umieszczono reklamę, podobieństwo stało się mniej uderzające. Wyraźne nawiązania do wieży w Stuttgarcie przejawia wieża telewizyjna Guishan w chińskim Wuhan, podczas projektowania której rolę doradczą pełnił zresztą Fritz Leonhardt.

### Symboliczny charakter
Wieża telewizyjna w Stuttgarcie stała się, podobnie jak jej naśladowczynie, znanym na świecie symbolem miasta i regionu.

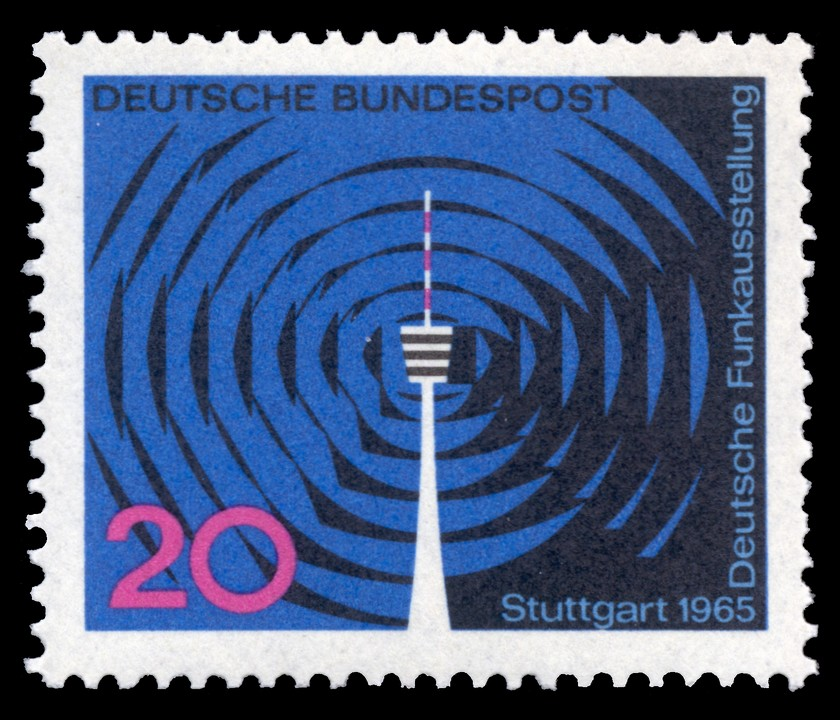
Znaczek wydany z okazji wystawy Deutsche Funkausstellung w Stuttgarcie

Szczególnie mocno z budowlą identyfikowała się Süddeutscher Rundfunk, która umieściła wieżę w 1954 w swoim logo. Zaprojektowany przez Antona Stankowskiego znak przedstawia budowlę w uproszczonej formie. Wpisany w okrąg pionowy odcinek, symbolizujący wieżę jest przerwany trzema poziomymi kreskami przypominającymi kosz wieży. Logo pozwala szybko rozpoznać cechy charakterystyczne wieży. Po połączeniu SDR i SWR symbol wieży usunięto z nowego znaku, ale nadal jest używany w Landesschau – regionalnych wiadomościach. Od 2011 wieża używa nieco zmienionej formy dawnego znaku SDR jako własnego logo. Stworzono również słowny znak: Fern-Seh-Turm (niem. wieża telewizyjna), z wyrazem podzielonym na trzy wiersze.
Z okazji wystawy radiotelewizyjnej (Deutsche Funkausstellung) w Stuttgarcie w 1965 Deutsche Bundespost wydała znaczek pocztowy projektu Heinza Schillingera. Znaczek o nominale 20 fenigów został wyemitowany 28 lipca w nakładzie 30 milionów i przedstawia wieżę telewizyjną w Stuttgarcie rozsyłającą fale radiowe w różnych odcieniach niebieskiego. W katalogu Michela znaczek otrzymał nr 481.

## Częstotliwości i programy

### Radio analogowe (UKF)
| Częstotliwość (MHz) | Program                 | RDS-PS   | RDS-PI | Regionalizacja       | ERP (kW) | Kierunkowość dookólna (ND)/ kierunkowa (D) | Polaryzacja pozioma (H)/ pionowa (V) |
| ------------------- | ----------------------- | -------- | ------ | -------------------- | -------- | ------------------------------------------ | ------------------------------------ |
| 94,7                | SWR1 Baden-Württemberg  | SWR1_BW_ | D301   | –                    | 100      | ND                                         | H                                    |
| 105,7               | SWR2                    | __SWR2__ | D3A2   | Badenia-Wirtembergia | 80       | ND                                         | H                                    |
| 92,2                | SWR3                    | __SWR3__ | D3A3   | Wirtembergia         | 100      | ND                                         | H                                    |
| 90,1                | SWR 4 Baden-Württemberg | _SWR4_S_ | D904   | Stuttgart            | 100      | ND                                         | H                                    |
| 90,8                | Dasding                 | DASDING_ | D3A5   | –                    | 5        | ND                                         | H                                    |
| 87,9                | Deutschlandradio Kultur | DKULTUR_ | D220   | –                    | 1        | ND                                         | H                                    |

Po uruchomieniu 1 stycznia 1991 nowej rozgłośni radiowej S4 Baden-Württemberg doszło do sporu sądowego między Süddeutscher Rundfunk a krajowym urzędem odpowiedzialnym za przydział częstotliwości (Landesanstalt für Kommunikation Baden-Württemberg). Częstotliwość 90,1 MHz, na której dotąd nadawała stacja S2 Kultur została przyznana nowej stacji, a S2 przydzielono nową, 87,9 MHz. Ze względu na gorsze parametry techniczne sygnał na nowej częstotliwości nie mógł być odbierany przez ok. 150 000 mieszkańców okolic Stuttgartu. SDR zażądała, by przydzielono jej w zamian częstotliwość 105,7 MHz, wstępnie zarezerwowaną na potrzeby prywatnej rozgłośni i powołała się na pełnienie misji publicznej. Sąd administracyjny Badenii-Wirtembergii uznał roszczenia SDR 30 sierpnia 1994. Wyrok uprawomocnił się po decyzji federalnego sądu administracyjnego 19 lutego 1995.
Program SWRinfo jest nadawany w postaci analogowej ze Stuttgarter Funkhaus na Neckarstraße (nadajnik o mocy 300 W, częstotliwość 91,5 MHz). Kilka innych regionalnych programów (Antenne 1, bigFM, Die Neue 107.7 oraz American Forces Network) jest nadawanych z nadajnika na Stuttgarter Fernmeldeturm na Frauenkopf.

### Radio cyfrowe (DAB)
Sygnał radia cyfrowego jest multipleksowany i nadawany w pionowej polaryzacji.
| Kanał                 | Programy | ERP (kW) | Kierunkowość | Polaryzacja | Nadajniki (SFN) |
| --------------------- | --- | -------- | ------------ | ----------- | --- |
| 11B DRS BW (D__00201) | Skład multipleksu DAB+ SWR1 BW (192 kb/s) SWR2 BW (120 kb/s, DAB+) SWR3 (120 kb/s, DAB+) SWR4 BW (120 kb/s, DAB+) DASDING (120 kb/s, DAB+) SWRinfo (192 kb/s) bigFM WorldBeats (72 kb/s, DAB+) Schwarzwaldradio (72 kb/s, DAB+) LiveRadio (72 kb/s, DAB+) Ego FM (72 kb/s, DAB+) Informacje uzupełniające do programów (DAB+) | 10       | dookólna     | pionowa     | Geislingen/Oberböhringen, Freiburg/Vogtsburg, Königstuhl (Heidelberg), Heilbronn (Schweinsberg), Hornisgrinde, Lahr (Schutterlindenberg), Pforzheim/Langenbrand, Baden-Baden/Merkur, Stuttgarter Fernsehturm, Ulm/Kuhberg, Ettlingen/Wattkopf |

### Telewizja
Od 25 lipca 2006 z wieży telewizyjnej w Stuttgarcie nie nadaje się programów telewizyjnych. Wcześniej nadawano program Das Erste. Transmisja programów w technologii DVB-T wymagałaby kosztownej wymiany anteny nadawczej, przez co SWR zdecydowała się przenieść ich nadawanie do wieży radiokomunikacyjnej Stuttgart-Frauenkopf, zarządzanej przez Deutsche Telekom.
Charakterystyka dotychczasowego nadajnika programu Das Erste (SWR):
| Kanał | Częstotliwość (MHz) | Program         | ERP (kW) | Kierunkowość dookólna kierunkowa | Polaryzacja pozioma (H)/ pionowa (V) |
| ----- | ------------------- | --------------- | -------- | -------------------------------- | ------------------------------------ |
| 11    | 217,25              | Das Erste (SWR) | 100      | dookólna                         | pozioma                              |

### Książki
- Oliver A. Krimmel: Fernsehturm Stuttgart - Der erste der Welt. Belser Verlag, 2012. ISBN 978-3-7630-2618-0. (niem.).
- Hans-Peter Andrä, Annette Bögle, Jan Knippers, Jörg Schlaich: Der Fernsehturm Stuttgart. Wyd. 2. T. 3. Berlin: Bundesingenieurkammer, 2009, seria: Historische Wahrzeichen der Ingenieurbaukunst in Deutschland. ISBN 978-3-941867-01-7. (niem.).
- Fernsehturm-Betriebs-GmbH (red.): Vom Wagnis zum Wahrzeichen – 50 Jahre Fernsehturm Stuttgart. Stuttgart: SWR Media Services, 2006. ISBN 3-00-018039-7.
- Jörg Schlaich, Matthias Schüller: Ingenieurbauführer Baden-Württemberg. Berlin: Bauwerk Verlag, 1999, s. 486-488. ISBN 3-934369-01-4. (niem.).
- Greiner-Mai. Der erste und der schönste. „73”. 73 (3), 1996. Berlin.brak numeru strony
- Hermann Fünfgeld, Hans Heeg, Jörg Hucklenbroich, Edgar Lersch: Der Stuttgarter Fernsehturm. Der erste seiner Art. ISBN 3-922308-12-0. (niem.). Brak numerów stron w książce
- Fritz Leonhardt: Der Stuttgarter Fernsehturm. w: Beton und Stahlbau, Heft 4, 1956, s. 73 i kolejne oraz Heft 5, s. 104 i kolejne.
- Fritz Leonhardt: Der Stuttgarter Fernsehturm. w: Westermann Monatshefte, Heft 5, Braunschweig 1956, s. 31 i kolejne
- Fritz Leonhardt: Der neuartige Fernsehturm in Stuttgart. In: Die Deutsche Bauzeitung 60, Heft 5, Stuttgart 1955, s. 213 i kolejne
- Liselotte Klett: Die Entstehungsgeschichte des Stuttgarter Fernsehturms. Idee und Konstruktion Dr.-ing. Fritz Leonhardt (1909–1999), praca magisterska z 2003

### Artykuły branżowe
- Jochen Schindel, Martin Lutz. Relaunch einer Ikone – Fernsehturm Stuttgart. „Intelligente Architektur/ AIT Spezial”, s. 56–59, 2007. ISSN 0949-2356. (niem.).
- Jochen Schindel, Martin Lutz. Rundum gelungen. Der Stuttgarter Fernsehturm hat eine Verjüngungskur absolviert, aber trotz einer neuen Fassade sein gewohntes Bild behalten.. „Deutsches Ingenieurblatt”. 15 (4), s. 18-23, 2008. ISSN 0946-2422. (niem.).
- Ursula Baus. Der zweite Blick: Fernsehturm in Stuttgart. „DAB − Deutsches Architektenblatt”. 37 (1), s. 40−41, 2005. ISSN 0012-1215. (niem.).
- H. Jobst. Der Stuttgarter Fernsehturm. „Schweizer Ingenieur und Architekt”. 74 (37), s. 562–563, 1956. ISSN 0251-0960.